# Kevin Sousa (voetballer)
Kevin Jorge Ramos Sousa (Praia, 6 juni 1994) is een Kaapverdisch voetballer die bij voorkeur als doelman speelt. In 2014 verruilde hij AC Alcanenense voor CD Nacional. In 2014 debuteerde hij voor het Kaapverdisch voetbalelftal.

## Interlandcarrière
Op 19 november 2014 maakte Sousa zijn debuut voor het Kaapverdisch voetbalelftal. In de Afrika Cup-kwalificatiewedstrijd tegen Zambia speelde hij negentig minuten.
| Interlands van Kevin Sousa voor Kaapverdië | Interlands van Kevin Sousa voor Kaapverdië | Interlands van Kevin Sousa voor Kaapverdië | Interlands van Kevin Sousa voor Kaapverdië | Interlands van Kevin Sousa voor Kaapverdië | Interlands van Kevin Sousa voor Kaapverdië |
| №                                          | Datum                                      | Wedstrijd                                  | Uitslag                                    | Competitie                                 | Goals                                      |
| Als speler van CD Nacional                 | Als speler van CD Nacional                 | Als speler van CD Nacional                 | Als speler van CD Nacional                 | Als speler van CD Nacional                 | Als speler van CD Nacional                 |
| ------------------------------------------ | ------------------------------------------ | ------------------------------------------ | ------------------------------------------ | ------------------------------------------ | ------------------------------------------ |
| 1                                          | 19 november 2014                           | Zambia – Kaapverdië                        | 1 – 0                                      | Afrika Cup 2015 (kwalificatie)             | 0                                          |

Bijgewerkt op 6 juni 2015.